# Convento de São Fortunato
O Convento de São Fortunato é um convento franciscano da Itália, localizado na cidade de Montefalco. Foi dedicado a São Fortunato, construído sobre uma basílica romana no século V, e reformado no século XVI, recebendo decorações barrocas. Ainda se preservam nos interiores uma série de afrescos renascentistas de Benozzo Gozzoli retratando a vida de São Francisco de Assis.